# إنشادن
إنشادن  هي جماعة قروية تابعة لإقليم شتوكة آيت باها ضمن جهة سوس ماسة درعة بالمغرب. بلغ مجموع عدد سكان إنشادن  حسب إحصاءات 2004 حوالي 21542 نسمة من بينهم 4 أجانب يعيشون في 4484 أسرة.

## إحصاء عام
| السنة | عدد السكان | عدد الأسر | عدد الأجانب |
| ----- | ---------- | --------- | ----------- |
| 1994  | 16865      | 2963      | °°°°        |
| 2004  | 21542      | 4484      | 4           |

## دواوير الجماعة

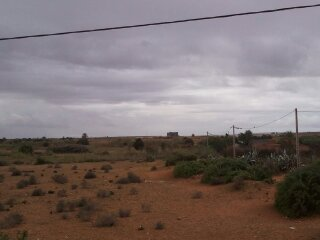
صورة لدوار ليت بايه

- دوار العروسيين
- تين منصور
- تين يحيى
- تانلا
- دوار تلقايد
- دوار افريان
- دوار أغروض
- الدويرة
- أيت علي
- أربعاء آيت بوالطيب
- تن الشيخ إبراهيم
- آيت العياط
- تونف
- ايت كومغار
- توكيمت
- اسحنان
- البويبات
- ايت بايه